# Marina Wiktorowna Basanowa
Marina Wiktorowna Basanowa (russisch Марина Викторовна Базанова, ukrainisch Марина Вікторівна Базанова Maryna Wiktoriwna Basanowa, * 25. Dezember 1962 in Omsk, Sowjetunion; † 27. April 2020 in Bremen, Deutschland) war eine ukrainische Handballspielerin und -trainerin.

## Karriere
Basanowa lief anfangs für den sowjetischen Verein Spartak Kiew auf. Mit Spartak Kiew gewann sie 1981, 1982, 1983, 1984, 1985, 1986, 1987 und 1988 die sowjetische Meisterschaft sowie 1981, 1983, 1985, 1986, 1987 und 1988 den Europapokal der Landesmeister. Im Jahr 1991 wechselte die Außenspielerin zum deutschen Erstligisten TuS Walle Bremen, bei dem sie bis 1995 als Spielerin und anschließend als Trainerin tätig war. Mit Walle Bremen gewann sie 1992, 1994, 1995 und 1996 die deutsche Meisterschaft, 1993, 1994 und 1995 den DHB-Pokal sowie 1994 den Europapokal der Pokalsieger. 1997 wechselte sie zum Verbandsligisten Werder Bremen, mit dem sie in die Oberliga und in die Regionalliga aufstieg. Später war sie dort als Spielertrainerin tätig. 2008 beendete sie ihre Tätigkeit bei Werder Bremen.
Basanowa gehörte dem Kader der sowjetischen Nationalmannschaft an. Mit der Sowjetunion gewann sie 1982, 1986 und 1990 den WM-Titel sowie bei den Olympischen Sommerspielen 1988 die Bronzemedaille. Mit dem Vereinten Team gewann Basanowa bei den Olympischen Sommerspielen 1992 nochmals die Bronzemedaille.